# Comité olympique yougoslave
Le Comité olympique yougoslave était le comité national olympique de la Yougoslavie.
Son nom initial était Jugoslavenski olimpijski odbor/Југославенски олимпијски одбор, puis à partir de 1927 Jugoslovenski olimpijski komitet/Југословенски олимпијски комитет, (JOK). Il est fondé à Zagreb en 1919 au sein du royaume des Serbes, Croates et Slovènes avant de s'installer en 1927 à Belgrade où il prend la place du Comité olympique serbe. Après l'éclatement de la Yougoslavie, ce dernier comité se considère comme le seul héritier du JOK.